# Cléobis et Biton
Pour les articles homonymes, voir Biton (homonymie).

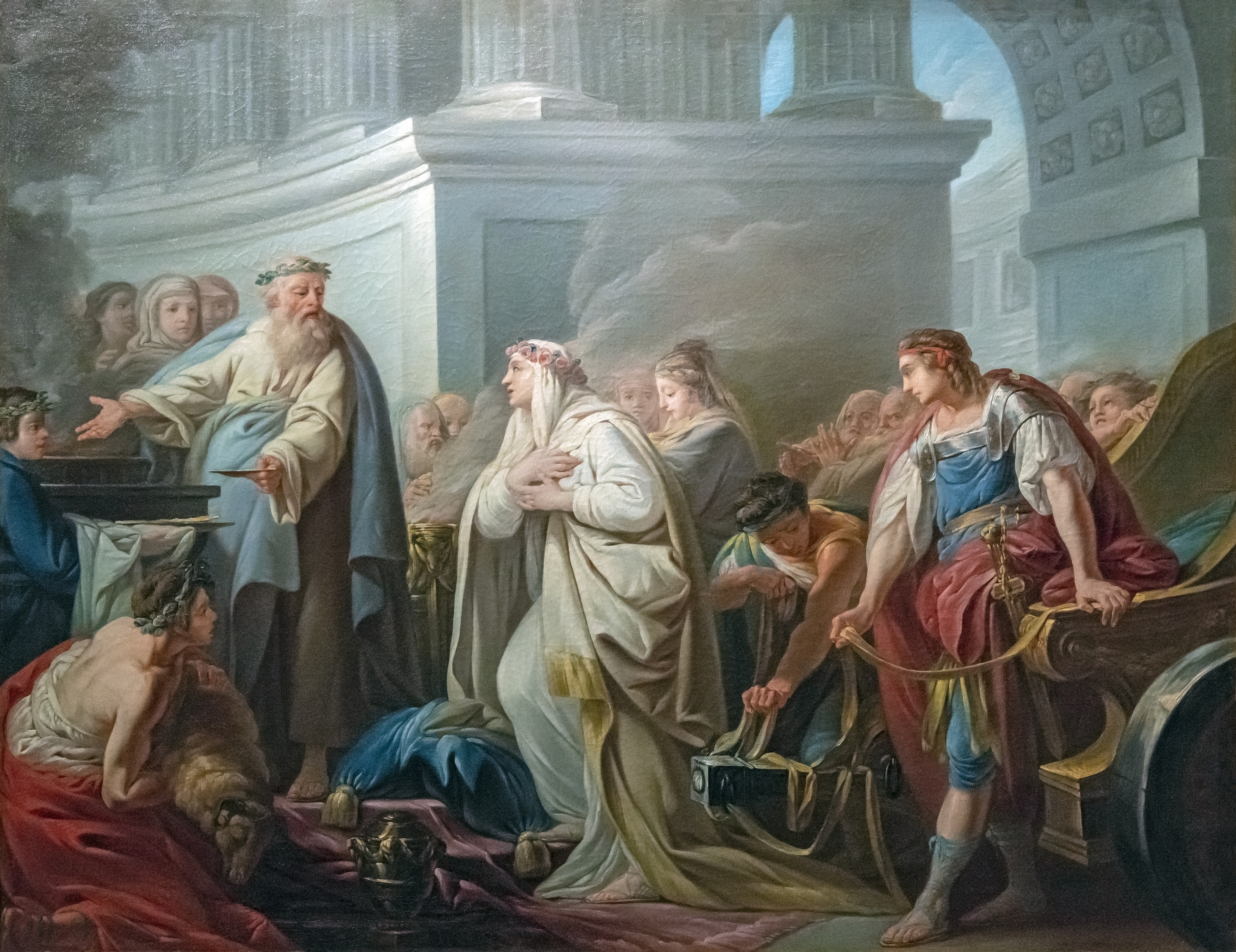
Piété filiale de Cléobis et Biton de Jacques Gamelin (1764).

Dans la mythologie grecque, Cléobis et Biton (en grec ancien Κλέοβις / Kléobis et Βίτων / Bítôn), fils de Cydippè (en), sont deux frères jumeaux d'Argos. Deux statues de style archaïque, datées vers 600 av. J.-C. et retrouvées à Delphes, sont communément appelées Cléobis et Biton.

## Le mythe
La première citation que l'on trouve d'eux est donnée par Hérodote, ce qui est une innovation en matière d'archéologie : il existe un lien entre la découverte archéologique et le fait légendaire historique. Comme chaque année, les Argiens organisaient une fête en l’honneur de la déesse Héra. La mère des jumeaux devait arriver à son temple sur un char tiré par des bœufs. Ces derniers n’arrivant pas à temps, les deux athlètes Cléobis et Biton s’attelèrent sous le joug et commencèrent à tirer le char sur une distance de 45 stades jusqu’à l'Héraion d'Argos, sur la route de Mycènes, et ils arrivèrent enfin au temple. La mère de Cléobis et de Biton, ravie de leur piété religieuse, se tint debout devant la statue de la déesse et lui demanda de donner à ses fils le meilleur pour un mortel. À la suite de cette sollicitation, les Argiens fêtèrent Héra dans le temple en faisant un banquet suivi d'un sacrifice. Après la fête, les jeunes gens s’endormirent dans le temple, et ne se réveillèrent jamais. Héra venait de leur donner le meilleur pour un mortel, elle montra par cela qu’il valait mieux mourir pieusement que vivre sans adoration divine. Les Argiens firent dresser en guise d’offrande les statues de Cléobis et de Biton à Delphes. Ils surent ainsi qu’ils faisaient partie des meilleurs des hommes.

## Les statues

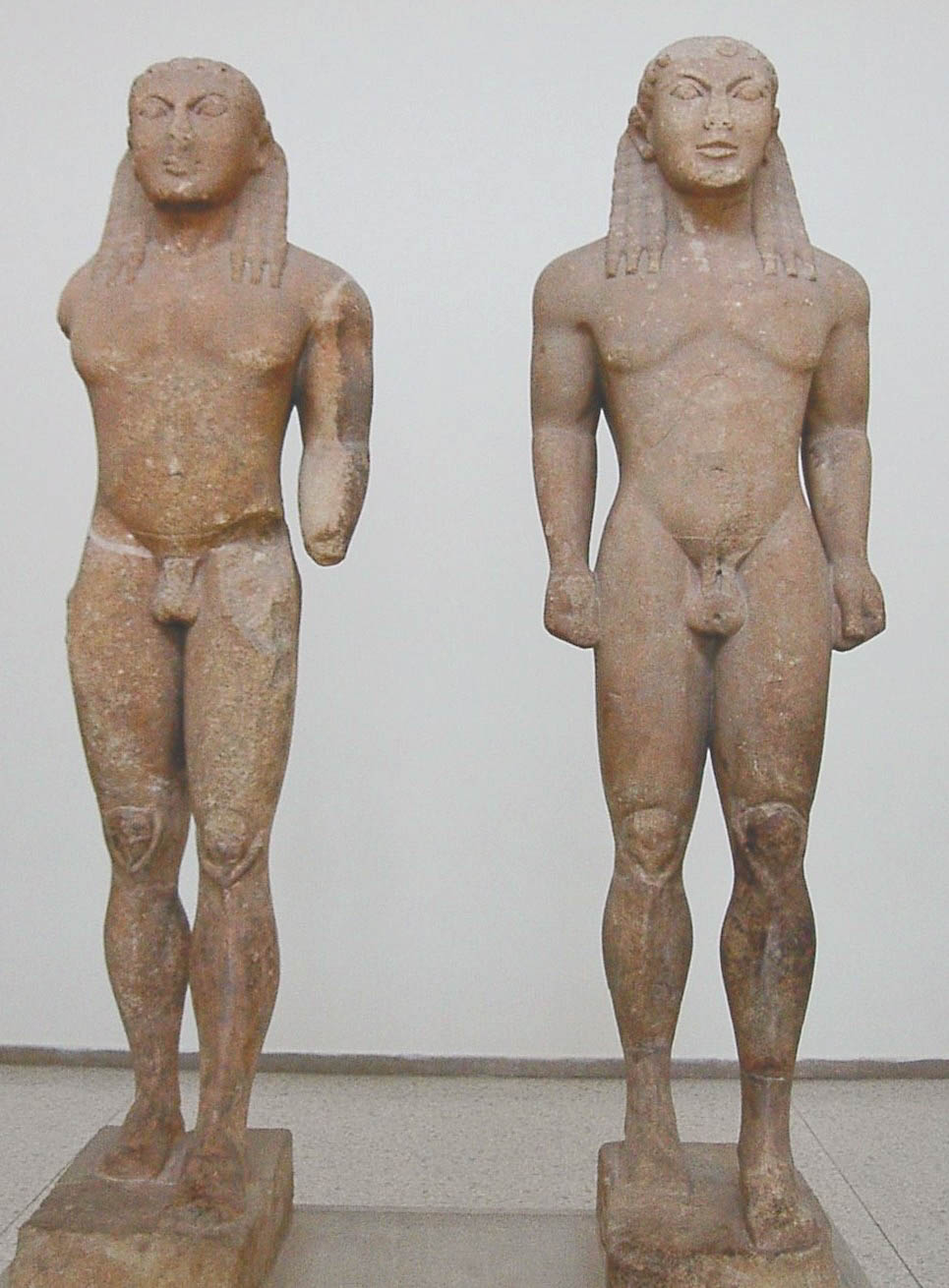
Cléobis et Biton, vers 580 AEC. Marbre de Paros. Musée archéologique de Delphes. Statues par, découvertes entre 1893 et 1894.

Les deux statues, hautes de 2,16 m (sans la base 1,97 m), ont été retrouvées en 1893 et 1894 en morceaux sur la terrasse de Marmaria à Delphes lors de fouilles menées par l'École française d'Athènes derrière le Trésor des Athéniens (reconstruit en 1905), puis la base de l’une d’elles en 1907, dans un mur de l’agora romaine. Le sculpteur, Polymédès d'Argos (en), est connu par la dédicace inscrite sur le socle de celle de gauche et qui se poursuit sur celle de droite. Leur stature trapue et lourde montre que ce sont des athlètes lutteurs. Polymédès d'Argos recherche un réalisme anatomique — l'accentuation des traits physiques, notamment ceux des genoux ou de l'aine. Les cuisses sont larges, même par rapport aux épaules, et la taille, étonnamment fine. Leur pose est identique à celle des kouroï de cette époque. La tête est massive, bien que les yeux soient à la bonne place — contrairement à ceux observés sur la tête du Dipylon — et sont plus réalistes. La chevelure est divisée en mèches, elles-mêmes divisées verticalement et horizontalement, ce qui fait penser à une coiffure beaucoup plus féminine. Les détails des muscles sont représentés par des traits ; la présence d'un volume réel, pourtant encore incertaine à l'époque archaïque, se traduit dans ces deux statues par le corps qui s'avance avec ses muscles, prêts pour l’action. Le sculpteur a présenté les jumeaux comme deux athlètes qui vont prendre le départ d’une course. Sous le front étroit, il n'y a point de pensée : « La lumière est dans les yeux grands ouverts qui visent le but », écrit Jean Charbonneaux. Leur corps trapu à l’anatomie solide est la caractéristique des artistes argiens de l'extrême fin de l'archaïsme, comme on le voit notamment chez Hagélaïdas, le maître de Polyclète, gloire de l'école d’Argos.
Cependant, l'attribution comme dédicace à Cléobis et Biton de l'inscription ne fait plus l’unanimité de nos jours. Des chercheurs ont émis des réserves, notamment Claude Vatin qui fait une relecture l'amenant à opter pour la représentation de Castor et Pollux. Il apparaît aussi que le nom d'un second sculpteur pourrait être lu sur la statue de droite : Aristogeiton.

### Inscriptions
Les inscriptions sur les deux socles identifient les statues à Cléobis et Biton et donnent aussi le nom du sculpteur, Polymédès d'Argos.
L'inscription qui suit le principe d’écriture boustrophédon commence à gauche en haut du socle B et finit à droite en haut du socle A.
Socle B
[κλεοβις και βι]τον | ταν ματαρα
- - - - - ς hι | - - - - - - - -
Socle A
Εαγαγον τοι δ΄ υιοι [       ]μεδες εποιεε hαργειος
([Cléobis et Bi]ton ... les fils traînèrent leur mère ... œuvre de [Poly]médès d'Argos)

## Représentations modernes
Durant le Salon de Paris de 1884, Carl Ernst von Stetten présente une huile sur toile intitulée La Mort de Cléobis et Biton qui se voit attribuer une médaille, déclenchant une polémique venimeuse dans la presse du fait des origines germaniques de l'artiste.

### Sources
- Hérodote, Histoires [détail des éditions] [lire en ligne], Livre I, 31.